# مارك إي. ووكر
مارك إي. ووكر (بالإنجليزية: Mark E. Walker)‏ هو محامي وقاضي أمريكي، ولد في 1967 في Winter Garden, Florida ‏ في الولايات المتحدة.